# Gonzalo de Ocampo
Gonzalo de Ocampo, natural de Trujillo (Cáceres) Se desconoce la fecha de nacimiento y el nombre de sus padres pero se sabe que pasó a Santo Domingo en la expedición del gobernador Nicolás de Ovando. Ya en 1514 era un potentado e influyente personaje en La Española, y al olor de las perlas solicitó pacificar la costa de Cumaná desde donde se surtía de alimentos y agua dulce la isla de Cubagua.
Antes de emprender este periplo militar, vendió en Santo Domingo una manada de vacas al licenciado Lucas Vázquez de Ayllón, y con este dinero compró setenta y cinco indios lucayos que serían vendidos en la zona Cumanesa para la explotación de las perlas de Cubagua.

## Intentos pacificadores
El proceso pacificador de los naturales de Cumaná ya se había iniciado en 1516 pero no se habían obtenido resultados satisfactorios. En el segundo intento de pacificar y colonizar la costa cumanesa, Ocampo se hizo acompañar de varios clérigos, ya que los soldados no eran bien vistos por aquellos territorios, puesto que su misión era dar escolta a los cazadores de esclavos. 
Pero mientras los clérigos hacían su labor de evangelización volvieron a aparecer los esclavistas de las islas Antillanas, y aunque los misioneros se esforzaron en convencer a los aborígenes de que no serían nunca más molestados; estos desconfiando de su palabra, mataron a fray Francisco Fernández de Córdoba, a fray Juan Garcés y alguno de los esclavistas que lograron apresar.
Para castigar a los que se defendían de la esclavitud, el Virrey de La Española, Diego Colón, ordenó a Gonzalo de Ocampo que les diera una lección a los aborígenes. La expedición de Ocampo llegó con 300 soldados a San Juan de Puerto Rico, donde pudo conocer los planes del Virrey. Sin embargo, fray Bartolomé de las Casas habló con Ocampo y le dijo que no podía llevar a cabo una expedición militar a esas tierras porque le habían sido concedidas a él por Cédula Real. Ocampo comprobó la validez de los documentos de Las Casas, pero decidió no hacerle caso. Las Casas fue a Santo Domingo a hablar con Diego Colón para que diera validez a sus títulos en el Nuevo Mundo, y dejó en Puerto Rico a su tripulación de labradores. Sin embargo, los 70 socios de Las Casas, al ver el cariz de los acontecimientos, decidieron alistarse con Juan Ponce de León a explorar la Florida.
La pequeña armada al mando de Ocampo, se enfrentaría abiertamente a los naturales de la zona, hasta que logró someterlos sembrando el terror en todo el litoral.
Ante este atropello, fray Bartolomé de las Casas levantó su voz de protesta, y después de gestionar con la Corona un plan colonizador de pacífica modalidad, puso en práctica su peregrina idea. En esta curiosa expedición no irían soldados, preferentemente serían agricultores y artesanos, acompañados de sus familias, los que compondrían aquella legión pacificadora.

## El proyecto de las Casas
Para completar las previsiones humanas que requerían el proyecto, las Casas recorre pueblos de Andalucía, Extremadura y La Mancha; ofrece pasaje y sustento desde que llegasen a Sevilla hasta que desembarcasen en las costas cumanesas; además se les concederían tierras, aperos de labranza, semillas, animales de cría y auxilios complementarios por un año hasta que comenzaran a producir para sustentarse por sí mismos.
La expedición sería singular, y hasta con visos carnavalescos, ya que fray Bartolomé, por su cuenta y riesgo, basado en las antiguas y prestigiosas Órdenes militares, crea una nueva:  “La Espuela Dorada”. La pacificadora fuerza de choque de fray Bartolomé, estaría formada por 50 hombres que previamente serían armados caballeros. A estos singulares “caballeros”, no les sería permitido portar armas, tendrían que defenderse de las flechas y macanas indígenas con el milagroso poder de la cruz, y su guerrero atuendo consistiría en un uniforme blanco con capa y llevarían en el pecho la cruz roja de la Orden de Calatrava.
Esta generosa oferta, al principio dio sus buenos frutos, ya que en todos los pueblos hispanos los campesinos se inscribían en masa para trasladarse a las promisorias tierras que les ofrecía el iluso clérigo. En el pueblo extremeño de Berlanga, veinte de los doscientos vecinos estaban dispuestos a embarcarse en aquella singular aventura. Pero los terratenientes también pusieron su grito en el cielo ante el éxodo de la mano de obra que se les avecinaba, por esta razón, de las Casas no sería bien acogido en varios de los lugares visitados.

## Fracasa el plan
Cuando llega a tierra firme de Cumaná la expedición lascasiana, Gonzalo de Ocampo había fundado una ciudad llamada “Nueva Toledo”, fray Bartolomé le presentó sus provisiones y autoritariamente le pidió que desalojara el campo; además recriminó a Ocampo sus métodos colonizadores que empleaba en la zona. El trujillano después de acaloradas palabras le dijo al fraile que acataba la orden pero no estaba dispuesto a cumplirla sin el beneplácito de la Real Audiencia de Santo Domingo.
Ambos intentando defender sus derechos, marchan a Santo Domingo y dejan a Nueva Toledo sin gobierno. “Caballeros” y agricultores de fray Bartolomé, unidos a los soldados de Ocampo, cuando se ven solos y sin freno, cada uno toma el partido o el camino que más le interesa y la nueva ciudad se despuebla lo que hará que fracase el proyecto de Las Casas.
Al final, el obstinado fraile ganaba la contienda y a Ocampo le toca abandonar sus proyectos pacificadores de la zona; recoge a su gente, pasan a la isla perlera de Cubagua, deja a 50 soldados, regresa a Santo Domingo y se atarea en buscar otros campos de conquista. Se marcha a Pánuco y posteriormente llegará a la capital mexicana, donde en 1526 ocupaba el cargo de alcalde de las atarazanas.